# Redação jornalística
Redação jornalística é o nome que se dá à redação para a imprensa ou veículos jornalísticos. A redação jornalística é o estilo de prosa curta, utilizado em matérias jornalísticas e boletins noticiosos publicados em jornais, revistas, rádio e televisão.
A técnica diz respeito não apenas à estrutura das frases e ao vocabulário utilizados, mas também à ordem em que as informações são apresentadas, o tom, a discurso e os interesses dos leitores. Esta estrutura é chamada de pirâmide invertida. Entre os maiores e mais respeitados jornais, franqueza e equilíbrio são fatores fundamentais na apresentação verbal da informação. As políticas editoriais determinam o não uso de adjetivos, cacofonias, repetição exaustiva do pronome relativo "que", eufemismos e jargões. Jornais com público leitor internacional, por exemplo, geralmente usam estilo de redação mais formal.
Especificamente, a redação jornalística deve ser inteligível para a maior parte dos leitores em potencial, bem como ser instigante e concisa. Dentro destes limites, matérias também pretendem ser compreensíveis ou satisfazer a curiosidade dos leitores. Os jornalistas devem antecipar as dúvidas dos leitores e respondê-las.
Tecnicas trazidas ao Brasil por Danton Jobim no jornal Diario Carioca na decada de 1950 sendo Danton o primeiro professor a ocupar a cadeira de Técnicas de Redação Jornalística no Curso de Jornalismo da UFRJ em 1948

## Linguagem
A prosa jornalística deve ser explícita e precisa, além de tentar não se basear em jargões de profissões ou comunidades específicas. Via de regra, jornalistas não usam termos incomuns quando podem usar palavras coloquiais. A construção gramatical utilizada é sujeito-verbo-predicado. Em jornalismo mais popular ou literário, é comum incluir exemplos, metáforas e anedotas, e menos generalizações e ideias abstratas. Redatores geralmente evitam repetir a mesma palavra em frases seguidas. O mais importante, no entanto, é utilizar termos "neutros", na medida do possível, que não traduzam julgamento de valor. O uso de elogios e pejorativos é visto como falta de objetividade.

## Estrutura da notícia
Professores de redação costumam descrever a organização ou estrutura da notícia como uma "pirâmide invertida": o lado mais largo (a base) da pirâmide fica voltado para cima, pois as informações mais importantes devem vir no início do texto. Essencialmente, os jornalistas colocam na abertura da matéria os elementos mais relevantes e interessantes do fato. As demais informações seguem em ordem decrescente de importância.
O elemento estrutural mais importante de uma matéria é o seu lide (ou lead, ou até lede, uma grafia usada em inglês para evitar confusão com leading, um conceito usado em tipografia). O lide é a primeira frase — ou, em casos especiais, as duas primeiras frases. O princípio de antecipar a informação se aplica especialmente ao lide, mas a ilegibilidade de frases longas contrai o tamanho do lide. Por isso, redigir um lide é, tecnicamente, um problema de otimização, no qual o objetivo é articular o dado mais inovador ou relevante em uma única frase, de acordo com o material da apuração. É comum afirmar que a imensa maioria dos leitores lê apenas o lide de cada matéria.